# Віталі Беккер
Віталі Беккер (нім. Vitalie Becker, нар. 3 березня 2005, Боттроп, Німеччина) — німецький футболіст, захисник клубу «Шальке 04».

## Ігрова кар'єра

### Клубна
Віталі Беккер починав грати у футбол в клубі «Цвекель». У 2013 році він приєднаася до молодіжного складу «Шальке 04». З юнацькою командою «Шальке» (U-17) у 2022 році Бекер виграв юнацький чемпіонат Німеччини.
В червні 2024 року Беккер підписав з клубом професійний контракт до 2027 року. В тому ж сезоні футболіст почав свої витупи в резервному складі «Шальке» в Регіональній лізі. 1 серпня 2025 року у першому турі Другої Бундесліги Бекер дебютував на професійному рівні, вийшовши в стартовому складі команди на матч проти берлінської «Герти».

### Збірна
З 2021 року Віталі Беккер почав свої виступи в складі юнацьких збірних Німеччини.